# Dmitri Meskhiev
Dmitri Dmitrievitch Meskhiev (en russe : Дмитрий Дмитриевич Месхиев, né le 31 octobre 1963 à Léningrad) est un réalisateur russe. Son film de 2004, Les Nôtres, lui a valu le prix Golden George au Festival international du film de Moscou 2004.

## Biographie
Il est le fils du caméraman soviétique Dmitri Davidovitch Meskhiev (ru)
Son film Deux billets à la maison (Два билета домой)  est sélectionné en compétition officielle au festival Kinotavr 2018.

## Filmographie sélective
- 1990 : Gambrinus
- 1991 : Les Cyniques (Циники)
- 1992 : Au-dessus de l'eau sombre (Над тёмной водой)
- 1995 : L'Américaine (Американка)
- 1998 : La Singularité de la femme (Женская собственность)
- 2001 : La Suite mécanique (Механическая сюита)
- 2003 : Les Particularités de la politique nationale (Особенности национальной политики)
- 2004 : Les Nôtres (Свои)
- 2010 : L'Homme à la fenêtre (ru) (Человек у окна)
- 2015 : Bataillon[2] (Батальонъ)
- 2016 : Le Mur (Stena), série télévisée adaptée du roman éponyme de Vladimir Medinski paru en 2012
- 2018 : Deux billets pour la maison (ru) (Два билета домой)

## Récompenses
- Golden George au Festival international du film de Moscou 2004 pour Les Nôtres
- pour Les Nôtres, meilleur rôle masculin du Festival du cinéma russe à Honfleur attribué à Bohdan Stoupka en 2004
- pour L'Homme à la fenêtre (Человек у окна) (ru), Meilleur rôle masculin du Festival du cinéma russe à Honfleur attribué à Iouri Stoïanov en 2010

## Source de traduction
- (en) Cet article est partiellement ou en totalité issu de l’article de Wikipédia en anglais intitulé « Dmitry Meskhiev » (voir la liste des auteurs).